# Classe Visby
La Classe Visby est une série de cinq corvettes de la Marine royale suédoise fabriquées par Kockums pour la défense côtière. Ce sont des navires d'attaque rapides destinés à la lutte de surface et anti sous-marine, ainsi qu'à la guerre des mines. Cette classe a suscité l'attention internationale en raison de ses performances en furtivité. Leur construction a débuté en 1995 et les navires ont été lancés entre 2000 et 2006.

## Développement

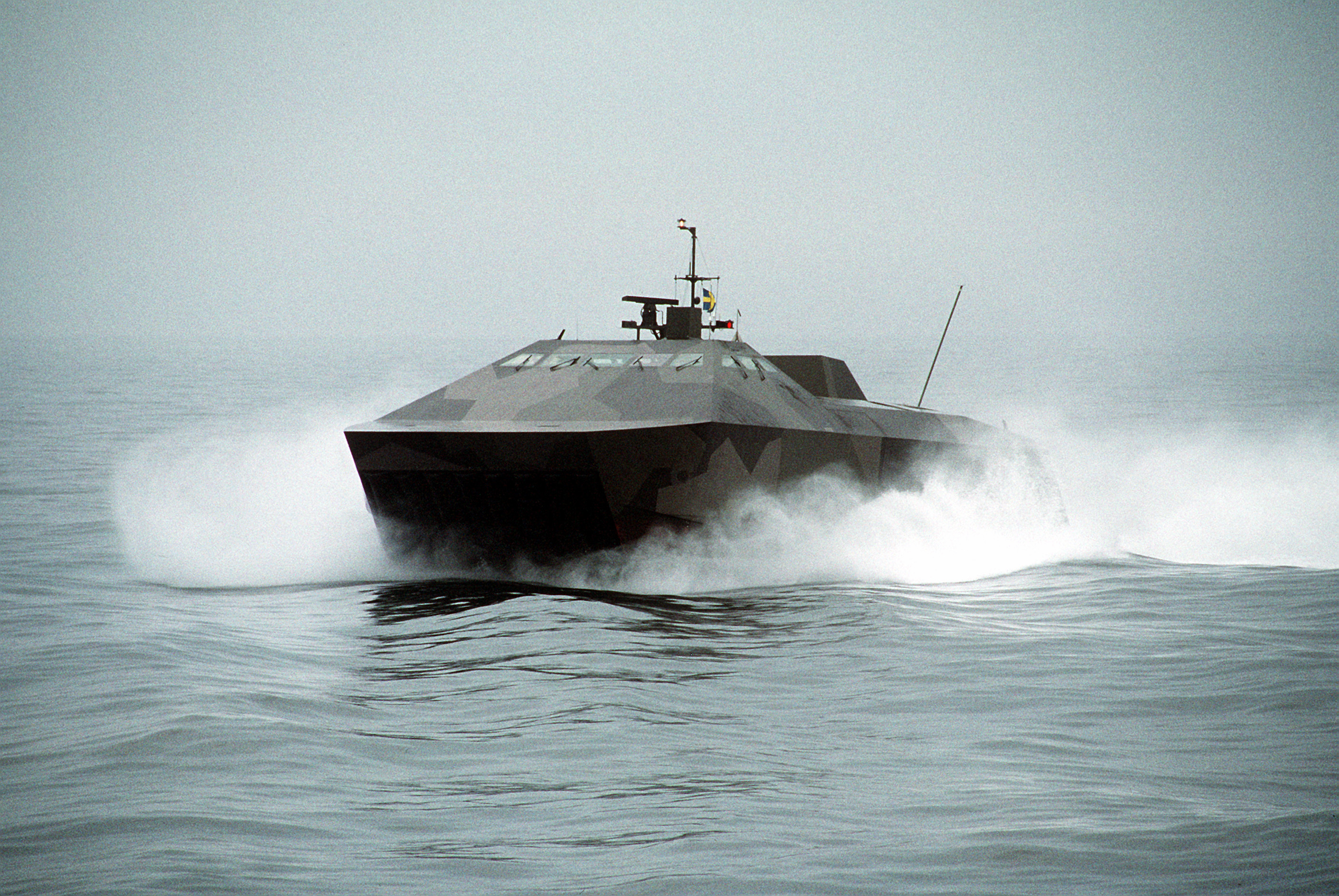
Le démonstrateur HMS Smyge

Le programme, confié à l'entreprise Kockums et initialement baptisé YS 2000, commence au début des années 1990. Il s'appuie sur les études issues du démonstrateur de furtivité Smyge (en) de 140 t lancé en 1991. La marine suédoise a besoin d'une corvette rapide, difficile à détecter, adaptée au combat littoral, et donc suffisamment polyvalente pour assurer toutes les missions requises par cet environnement caractéristique de la Baltique. Elles incluent la lutte anti-sous-marine et la guerre des mines, le combat de surface, une défense antiaérienne et antimissiles efficaces. La construction de la première coque est entamée en 1995 mais n'est lancée qu'en 2000 et livrée en 2002, date à laquelle commencent l'installation et les tests de l'armement. Des réductions budgétaires et des difficultés de mise au point ralentissent l'entrée en service du navire, qui n'interviendra définitivement que 10 ans plus tard en 2012. Les 2e et 3e unités sont intégrées à la marine en 2009, mais en version 4, elles ne seront améliorées à la version 5, définitive, qu'en 2014 et 2015. Le programme prend officiellement fin le 15 septembre 2015, lorsque les cinq corvettes sont opérationnelles. Après plus de 20 années de développement, le renoncement à un 6e bâtiment et à certains équipements, un coût estimé en 2010 à 324 millions de dollars par navire, il représente à son issue l'ossature des forces maritimes suédoises, une innovation technologique et une vitrine industrielle. Il a fait l'objet à ce titre d'un retour d'expérience aux États-Unis et d'un partenariat avec Northrop Grumman, dans le cadre de la conception des Littoral combat ships. Par contre, le manque de couverture antiaérienne, l'autonomie réduite et l'absence d'hélicoptère embarqué limitent l'usage des Visby, dont l'efficacité dépendra alors beaucoup de leur bonne adéquation avec le contexte stratégique.

## Furtivité
La classe Visby est un des premiers programmes navals à exploiter les technologies furtives permettant de réduire significativement les signatures radar, thermique et acoustique d'un navire. Un soin tout particulier est attribué à la diminution de la surface équivalente des navires, abaissée de 99 % d'après le constructeur, par une conception angulaire et épurée des formes et la dissimulation des équipements (comme le canon de calibre 57 millimètres qui peut être rétracté). De plus, la signature magnétique et la réflexion des ondes radars sont atténuées par l'utilisation de différents matériaux composites, notamment la fibre de carbone, le laminé de vinyle et le PVC, également utiles à l'allégement des Visby. Ces dispositions les rendraient indétectables au-delà de 22 km, distance réduite à 8 km par mer formée et utilisation du brouillage électromagnétique,.

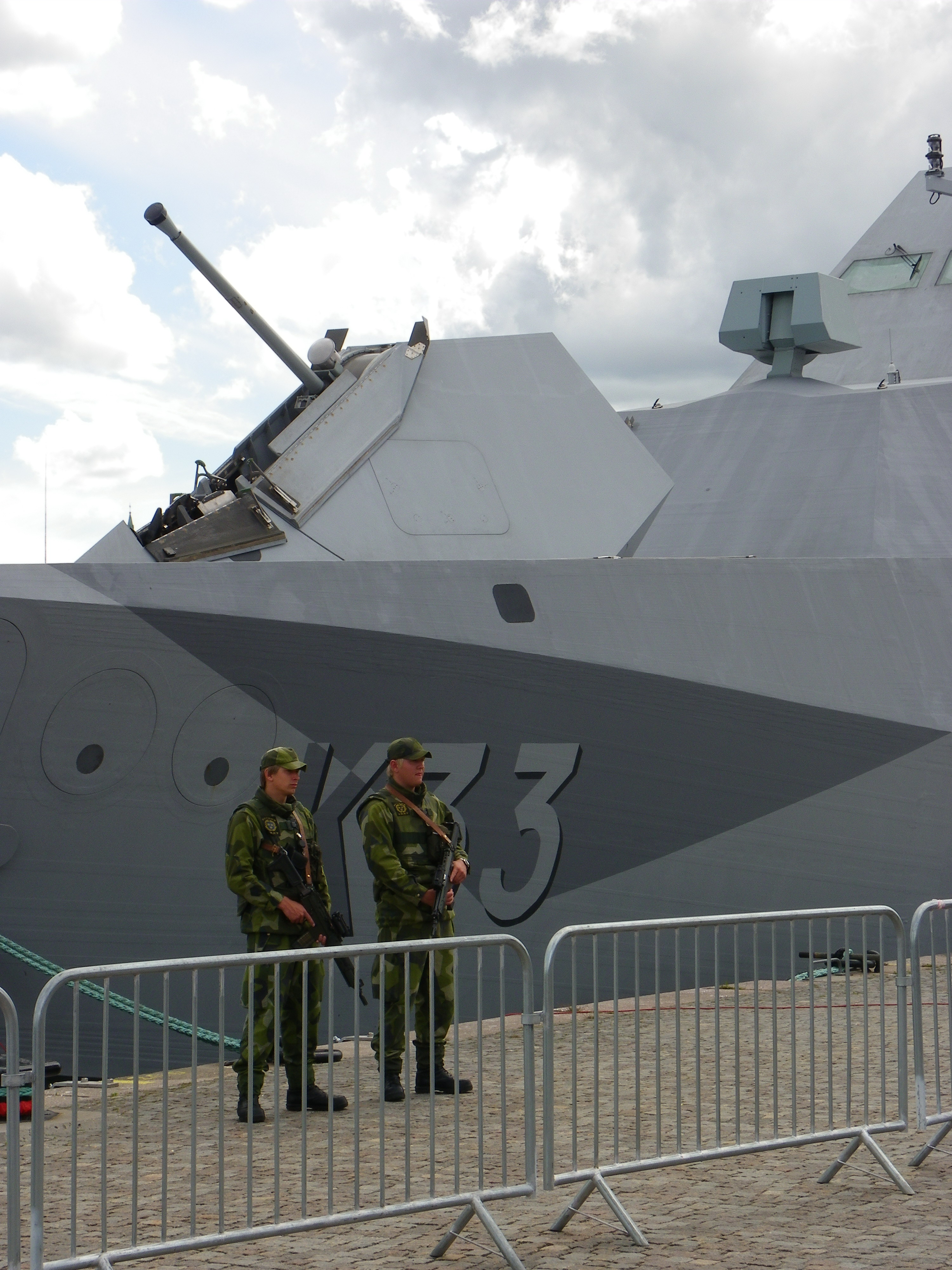
Le canon de calibre de calibre 57 mm
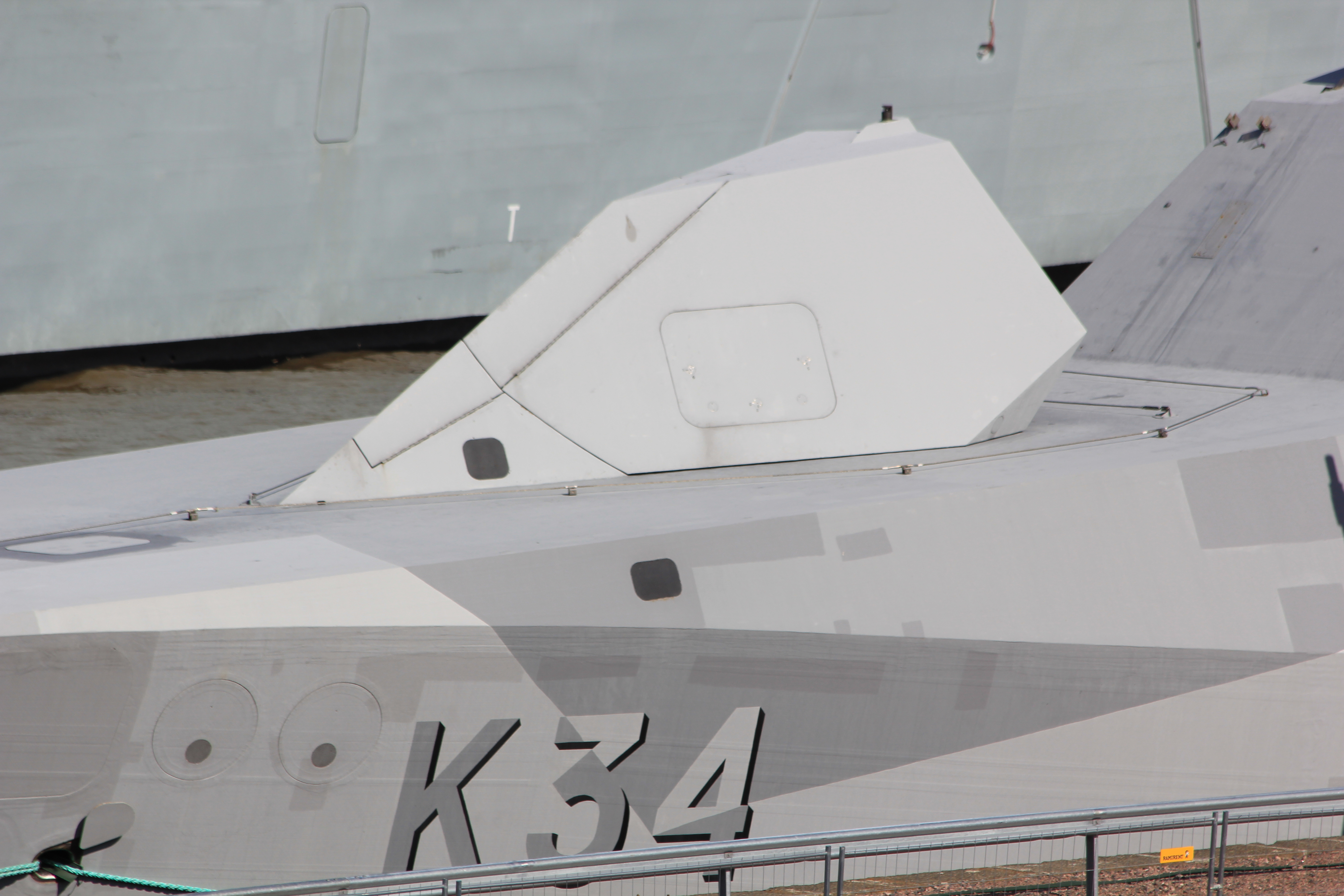
Le canon rétracté

## Armement et systèmes
Les quatre premiers navires de la classe, les HMS Visby, Helsingborg, Härnösand et Nyköping sont spécialisés dans la lutte anti-sous-marine et la chasse aux mines, l'espace modulaire situé sous le pont arrière est aménagé en conséquence. Pour détecter les sous-marins, ils sont équipés d'un sonar de coque, d'un sonar remorqué à immersion variable et d'une antenne passive (hydrophone remorqué). Pour les détruire les quatre navires embarquent quatre tubes lance-torpilles de 400 mm pour torpilles types 45 et des grenades anti-sous-marines. Deux lance-grenades sextuples ALECTO de 127 mm étaient initialement prévus mais ont été annulés pour des raisons d'économie. Ils embarquent également des drones sous-marins filoguidés depuis le navire pour localiser et neutraliser les mines marines. Les cinq corvettes sont dotées de huit missiles de croisière antinavire RBS-15 mk2 dissimulés dans leur superstructure ; elles devaient aussi emporter huit missiles sol-air Umkhonto à guidage infrarouge, finalement abandonnés toujours pour des raisons budgétaires. La défense antiaérienne est donc assurée par le canon de 57 mm Bofors 70 SAK mk3 pouvant tirer à une cadence de 220 coups par minute jusqu'à 17 km. Pour mettre en œuvre ces armements, les navires utilisent plusieurs senseurs ; un radar multirôle 3D Saab Microwave Systems Sea Giraffe destiné à la surveillance et à la désignation de cibles aériennes ou de surface, d'un radar de conduite de tir Saab CEROS 200 et d'un radar Condor CS-3701 de mesures de soutien électroniques, qui est par ailleurs couplé à un lance-leurres MASS produit par Rheinmetall. Enfin, une plateforme sur le pont arrière permet l'atterrissage et le ravitaillement d'un hélicoptère léger de type Agusta A.109 LUH, un hangar était envisagé pour l'abriter mais faute de place ne sera pas inclus,,.

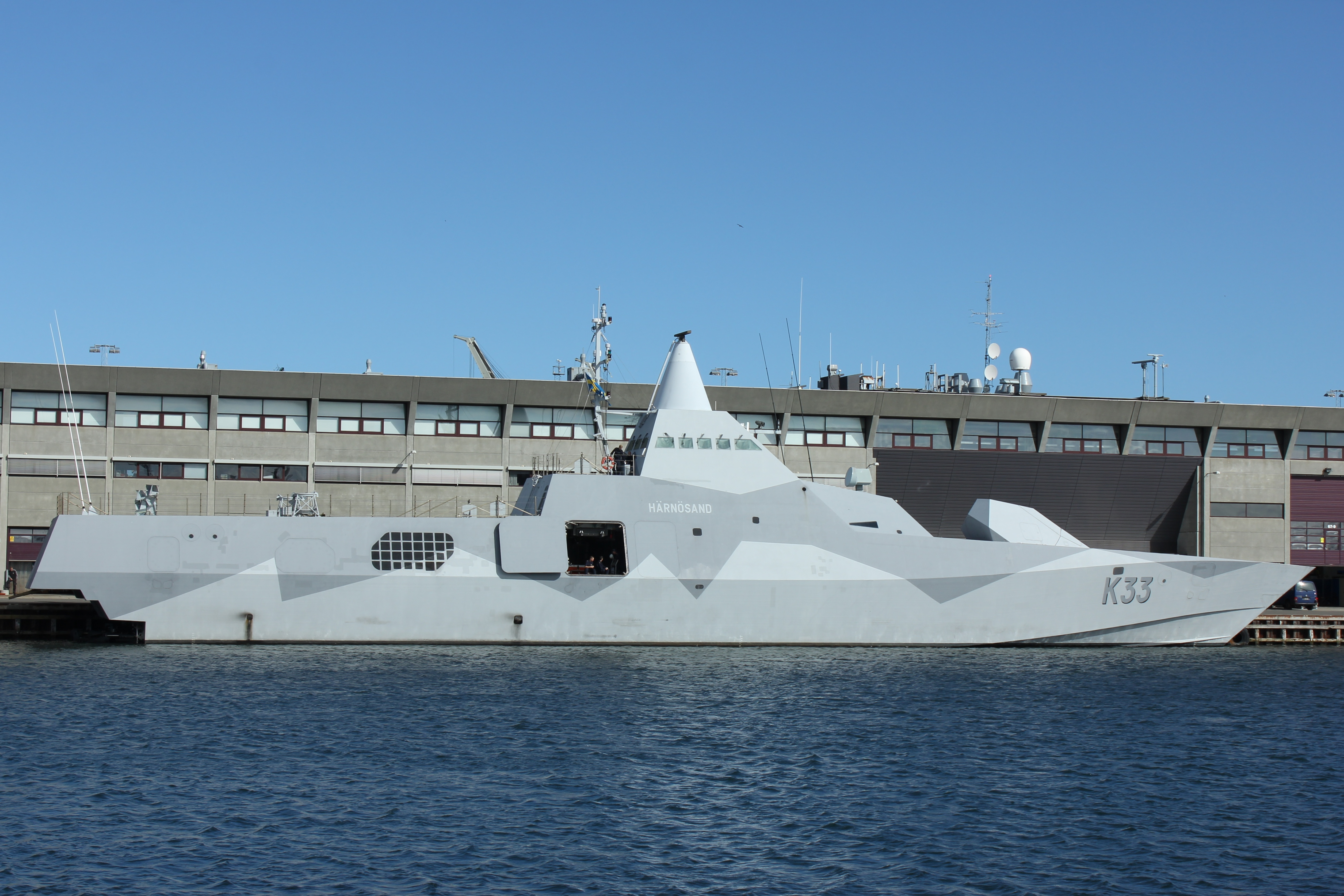
Ouverture sur le flanc d'où sont mis à l'eau les drones
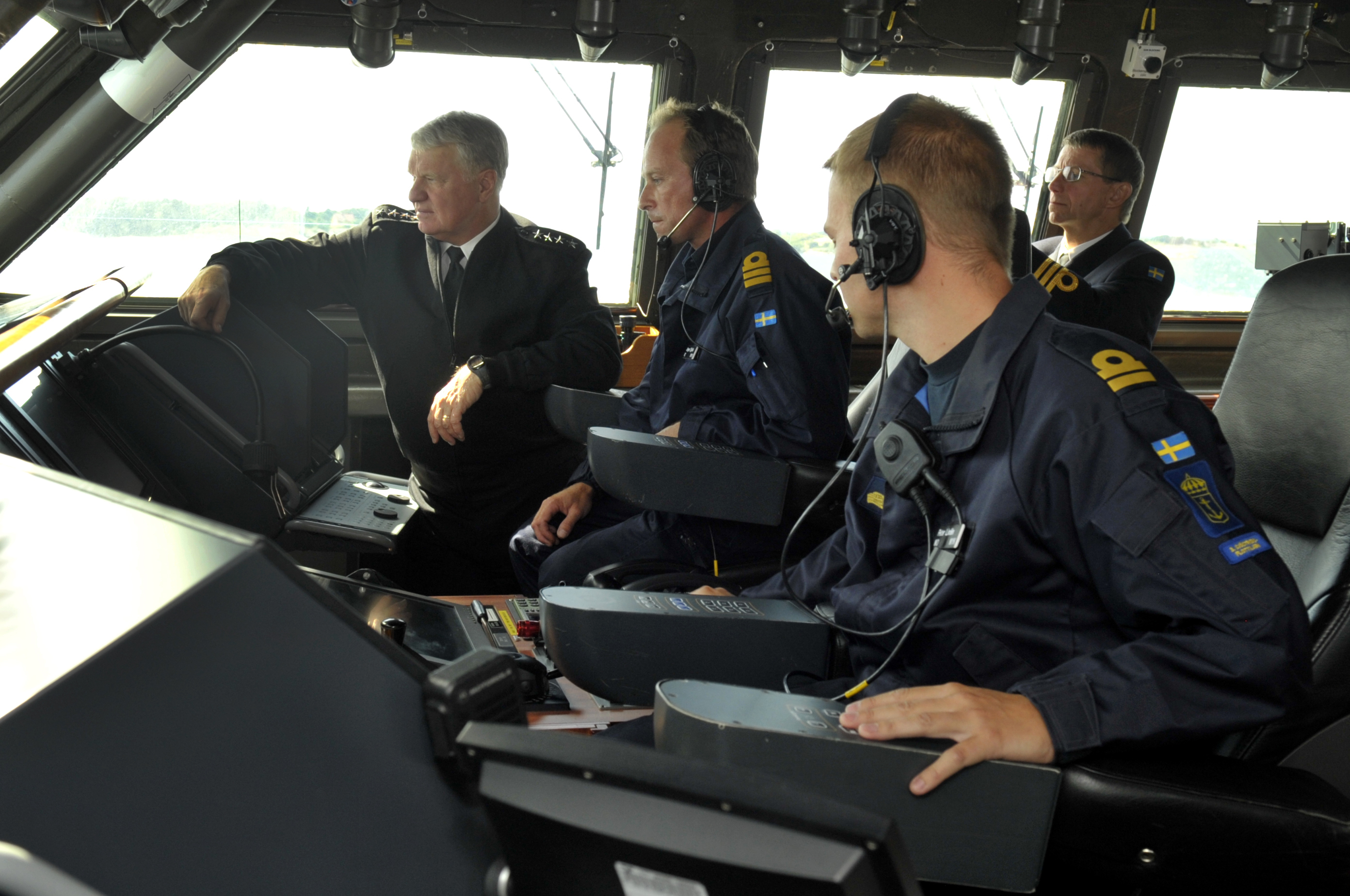
La passerelle
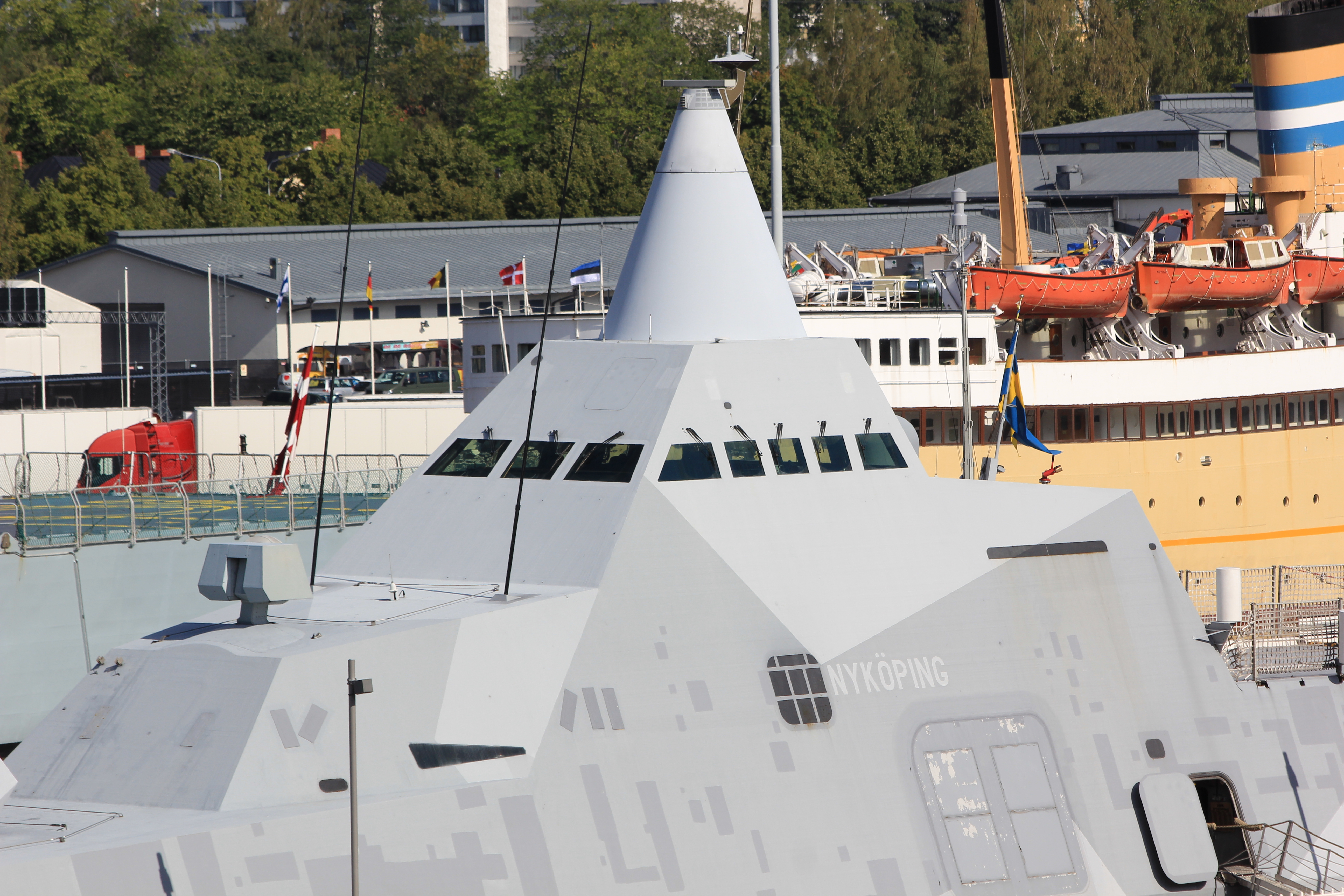
Le radôme des radars au dessus de la passerelle
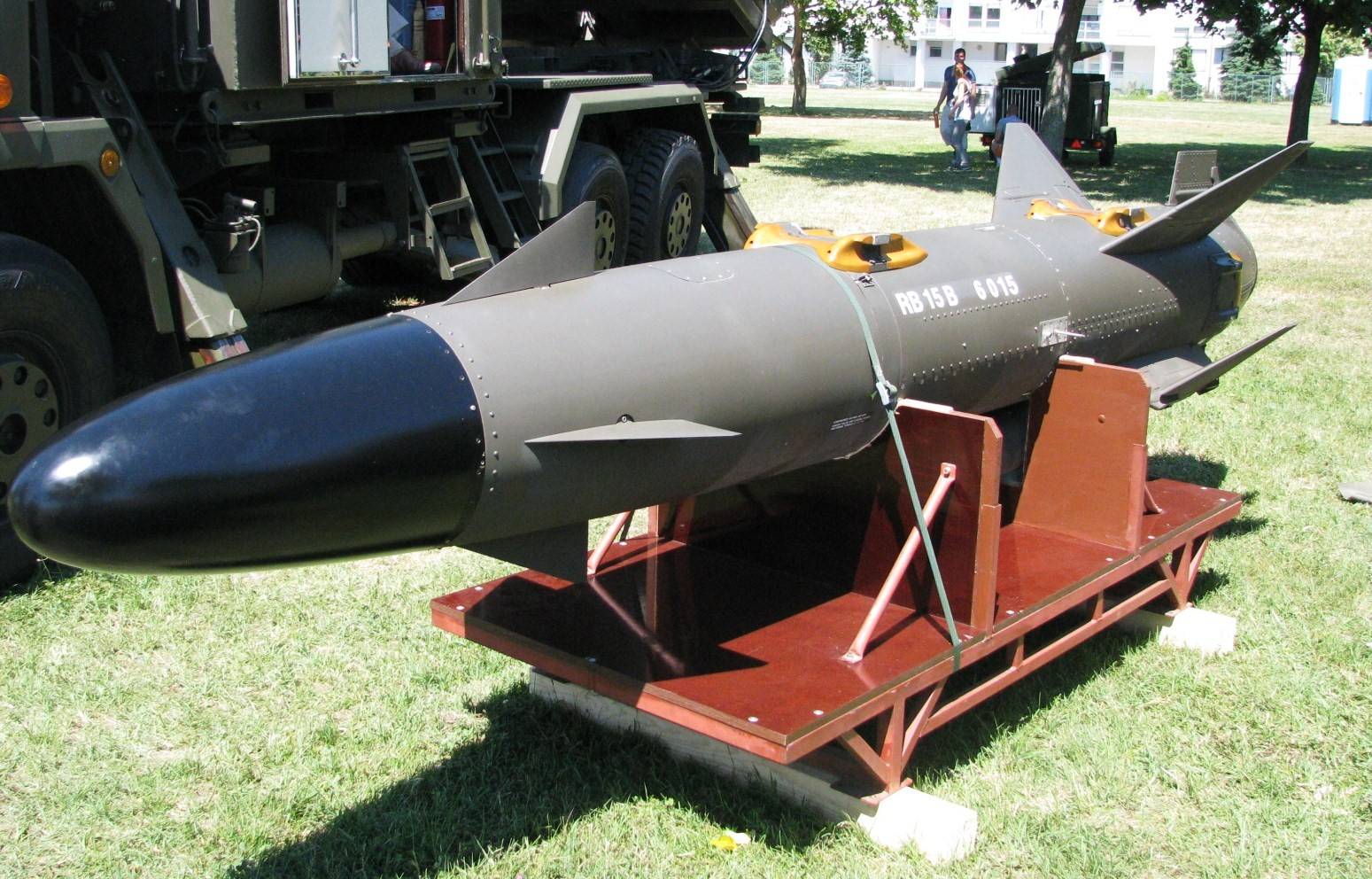
Un missile RBS-15
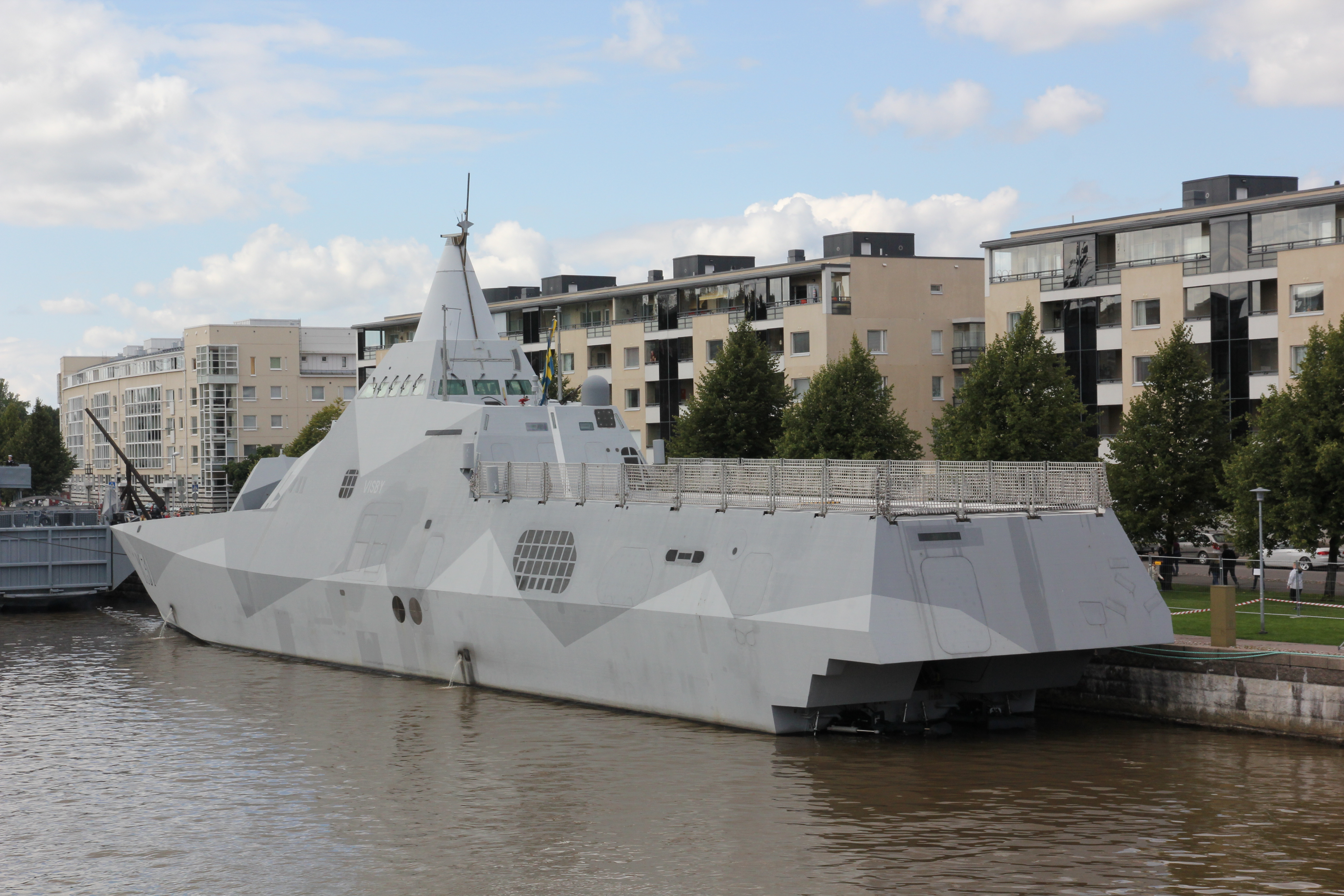
Les ouvertures pour sonar et antenne remorquée à la poupe

## Liste des navires
| N° de coque | Nom             | Lancement        | Mise en service | Statut     | Armement    |
| ----------- | --------------- | ---------------- | --------------- | ---------- | ----------- |
| K31         | HMS Visby       | 8 juin 2000      | 2012            | en service | ASM         |
| K32         | HMS Helsingborg | 27 juin 2003     | 2009            | en service | ASM         |
| K33         | HMS Härnösand   | 16 décembre 2004 | 2009            | en service | ASM         |
| K34         | HMS Nyköping    | 18 août 2005     | 2012            | en service | ASM         |
| K35         | HMS Karlstad    | 24 août 2006     | 2013            | en service | anti-navire |
| K36         | HMS Uddevalla   | -                | -               | abandonné  | -           |

Blason du Visby
Blason de l'Helsingborg
Blason du Härnösand
Blason du Nyköping
Blason du Karlstad
Blason du Uddevalla